# On a Day Like Today
《On a Day Like Today》는 1998년 10월 27일에 발매된 캐나다의 싱어송라이터 브라이언 애덤스의 여덟 번째 스튜디오 음반이다.
〈On a Day Like Today〉는 첫 번째 싱글이다. 영국에서 13위, 캐나다 싱글 차트에서 1위에 올랐다. 멜러니 C가 피처링한 후속 싱글 〈When You're Gone〉은 영국에서 3위에 올랐고, 캐나다에서는 11위를 정점으로 10주 동안 톱 10에 들었다. 〈Cloud Number Nine〉은 영국에서 6위, 캐나다에서 7위에 올랐다.

## 평가
| 전문가 평가                   | 전문가 평가 |
| 평가 점수                     | 평가 점수   |
| 출처                          | 점수        |
| ----------------------------- | ----------- |
| AllMusic                      | [ 1 ]       |
| Entertainment Weekly          | B+          |
| The Rolling Stone Album Guide |             |
| Encyclopedia of Popular Music | [ 3 ]       |
| Los Angeles Times             | [ 4 ]       |

《On a Day Like Today》는 비평가들로부터 엇갈린 평가를 받았다. 《엔터테인먼트 위클리》에 기고한 톰 랜햄은 "애덤스는 성숙한 우아함과 유용한 기타 연마의 완벽한 균형을 찾기 시작했다"고 언급하며 이 음반에 B+ 등급을 부여했다.
그러나 올뮤직의 윌리엄 룰만은 이 음반에 별 5개 중 2개를 부여하며 "애덤스는 단순히 동시대의 청중이 남아있지 않았고, 이것은 그의 경력을 재건하기 위한 음반이 아니었다. 그것은 도전적으로 발라드가 없었고, AC 차트에서 깨질 것이 없었고, 그의 록 청중들이 듣고 있었다고 해도, 그의 이전의 대표적인 히트곡들과 순위를 매길 것이 여기에는 없었다."고 말했다.

## 상업적 성과
《On a Day Like Today》는 캐나다에서 3위, 영국에서 11위를 기록하며 전 세계적으로 성공을 거두었다. 그러나 당시 미국 시장에서 이 음반은 1983년의 《Cuts Like a Knife》 이후 처음으로 플래티넘 판매 인증을 받지 못한 애덤스의 음반이 되었다. 올뮤직에 따르면 애덤스와 이 음반은 그의 음반 회사가 랩 레이블 인터스코프 레코드에 그의 음반 계약을 팔았을 때 적발되었기 때문에 음반 회사는 음반 광고를 많이 하지 않았다.

## 곡 목록
| #   | 제목                                 | 작사·작곡                    | 재생 시간 |
| --- | ------------------------------------ | ---------------------------- | --------- |
| 1.  | 〈How Do Ya Feel Tonight〉           | 브라이언 애덤스, 필 토르날리 | 4:46      |
| 2.  | 〈C'mon C'mon C'mon〉                | 애덤스, 그레첸 피터스        | 3:36      |
| 3.  | 〈Getaway〉                          | 애덤스, 피터스               | 3:47      |
| 4.  | 〈On a Day Like Today〉              | 애덤스, 토르날리             | 3:28      |
| 5.  | 〈Fearless〉                         | 애덤스, 엘리엇 케네디        | 3:52      |
| 6.  | 〈I'm a Liar〉                       | 애덤스, 피터스               | 4:16      |
| 7.  | 〈Cloud Number Nine〉                | 애덤스, 맥스 마틴, 피터스    | 3:45      |
| 8.  | 〈When You're Gone〉 (with 멜러니 C) | 애덤스, 케네디               | 3:24      |
| 9.  | 〈Inside Out〉                       | 애덤스, 피터스               | 4:43      |
| 10. | 〈If I Had You〉                     | 애덤스                       | 4:03      |
| 11. | 〈Before the Night Is Over〉         | 애덤스, 마틴                 | 3:48      |
| 12. | 〈I Don't Wanna Live Forever〉       | 애덤스, 피터스               | 3:14      |
| 13. | 〈Where Angels Fear to Tread〉       | 애덤스, 피터스               | 3:47      |

## 인증
| 국가                                                                                         | 인증        | 판매량/출하량 |
| -------------------------------------------------------------------------------------------- | ----------- | ------------- |
| 오스트리아 (IFPI 오스트리아)                                                                 | 골드        | 25,000*       |
| 벨기에 (BEA)                                                                                 | 골드        | 25,000*       |
| 캐나다 (뮤직 캐나다)                                                                         | 2× 플래티넘 | 200,000^      |
| 덴마크 (IFPI Danmark)                                                                        | 플래티넘    | 20,000        |
| 독일 (BVMI)                                                                                  | 골드        | 250,000^      |
| 이탈리아 (FIMI)                                                                              | 골드        | 50,000*       |
| 일본 (RIAJ)                                                                                  | 골드        | 100,000^      |
| 스페인 (PROMUSICAE)                                                                          | 골드        | 50,000^       |
| 스위스 (IFPI 스위스)                                                                         | 플래티넘    | 50,000^       |
| 영국 (BPI)                                                                                   | 골드        | 100,000^      |
| 요약                                                                                         |             |               |
| 유럽 (IFPI)                                                                                  | 플래티넘    | 1,000,000*    |
| *판매량을 기반으로 한 인증 · ^출하량을 기반으로 한 인증 · 판매량+스트리밍을 기반으로 한 인증 |             |               |